# W. J. Green
W. J. Green war ein britischer Hersteller von Motorrädern und Automobilen.

## Unternehmensgeschichte
Das Unternehmen hatte seinen Sitz ursprünglich in Wolverhampton. 1909 begann die Produktion von Automobilen. Der Markenname lautete Omega. Später erfolgte der Umzug nach Coventry. Ab 1925 entstanden unter Leitung von Walter Green auch Automobile. 1927 endete die Produktion, als das Unternehmen in Insolvenz ging.

## Automobile
Das einzige Modell war ein Dreirad. Ein V2-Motor von J.A.P. mit 980 cm³ Hubraum trieb über eine Kette das einzelne Hinterrad an.